# Château de la Pesse
Le château de la Pesse est une ancienne maison forte, du XIVe siècle, chef-lieu de la seigneurie de la Pesse, remaniée à plusieurs reprises, qui se dresse sur la commune d'Annecy-le-Vieux dans le département de la Haute-Savoie, en région Auvergne-Rhône-Alpes.

## Situation
Le château de la Pesse est situé dans le département français de la Haute-Savoie sur la commune d'Annecy-le-Vieux, au sommet du coteau de Vignères. Il surveillait, côté rive droite, le débouché de la cluse du lac d'Annecy.

## Historique
Le château de la Pesse est au Moyen Âge, à la fin du XIVe siècle, la possession de la famille Emyon, des nobles apparentés à la famille du cardinal de Brogny (1342-1426.) ; une tour du château d'Annecy portait leur nom.
Contrairement à la seigneurie d’Annecy-le-Vieux, plus grande et sans château, la Pesse ne possède pas le droit de justice sur le domaine direct. Elle est de petite valeur car ses droits sont épars et difficiles à percevoir. Comme d’autres petites seigneuries, la maison forte pouvait être vendue à un autre propriétaire noble.
Au XVe siècle, la maison forte de la Pesse passe par mariage à la famille de la Rochette.
François de Montfalcon de Flaxieu ayant épousé Jacqueline de la Rochette, devient seigneur de la Pesse. En 1512, elle passe à leur fils Jacques de Montfalcon, puis à son frère Sébastien de Montfalcon, dernier évêque de Lausanne en 1517 à la suite de son oncle Aymon de Montfalcon. En 1536, ce dernier chassé de Lausanne par les Bernois, qui s'emparent du pays de Vaud et y établissent la Réforme protestante, partage son temps entre la Pesse et le château de Montvuagnard à Boëge, résidence de sa sœur Jeanne de Montvuagnard. En 1550, il vend la Pesse à Amédée Viollon. Les Viollon de la Pesse seront Maîtres auditeur, de père en fils, à la Chambre des comptes du Genevois (palais de l'Isle). En 1610 François Viollon de la Pesse met sa résidence de la Galerie qu'il possède à Annecy à la disposition de François de Sales, qui sera par la suite proclamé saint et docteur de l'Église catholique.
En 1756, Françoise Viollon apporte le château de la Pesse en dot à César-Louis du Tour, baron d'Héry. En 1768, la Pesse apparaît comme le siège d’une exploitation agricole d’une vingtaine d’hectares dont les propriétaires se réservent le premier étage pour des séjours temporaires.
Acquise par Sébastien Croset, de Thônes, la maison forte passe à la famille Girod par mariage et échoue au XXe siècle (vers 1975) à M. Robert Friess qui la restaure avec un soin exemplaire.
À partir du XIIe siècle, de nombreuses maisons fortes sont construites dans la région, répondant à un besoin de sécurité. Transformées en maisons de campagne ou en centres d’exploitation agricole, un fermier y réside en permanence tandis que le propriétaire vient surveiller la moisson et les vendanges.
Annecy-le-Vieux a connu, avec le château de la Pesse, cinq, peut-être six, maisons fortes. La plus importante est le château de la Cour dont l’emplacement ne le destinait pas à un rôle stratégique mais plutôt à une fonction de surveillance et de refuge. Au début du XVe siècle, une branche de la famille de Menthon, appartenant à la noblesse de Savoie, s’installe à la maison forte de la Cour pour y rester pendant cinq siècles. Le château de Novel était la résidence des comtes de Genève au douzième siècle, puis changea plusieurs fois de mains. En 1629, le domaine est attribué au monastère de la Première Visitation, à l’occasion de l’entrée en religion de cinq filles de Michel Viollon de Nouvelles, docteur en droit, syndic d’Annecy.
Dès 1371, les maîtres du château des Bois sont plusieurs fois cités dans l’histoire d’Annecy-le-Vieux. Le château de Verboux était situé à proximité de l’ancienne route d’Annecy à Thônes. La présence de la famille de Verboux à Annecy-le-Vieux est attestée au XIVe siècle. Par ailleurs, des ruines près de la chapelle de Brogny (ou de Bellegarde) conforta l’hypothèse de l’existence d’un château de Bellegarde appartenant à la famille Arpiaud. La présence de cette famille à Annecy-le-Vieux est attestée vers la fin du XVe siècle.

## Description
Le château de la Pesse se présente aujourd'hui sous la forme d'une construction massive sous un toit à quatre pans, caractéristique des maisons fortes savoyardes. Une tour ronde abritant un escalier à vis la flanque. L'ancienne cuisine abrite une cheminée qui a plus de 7 mètres d'ouverture. Des peintures murales du début du XIXe siècle décorent une des pièces du premier étage.